# فرد هال
فرد هال (بالإنجليزية: Fred Hall)‏ (18 نوفمبر 1917 في المملكة المتحدة - 1 يناير 1989) هو لاعب كرة قدم بريطاني (وحمل سابقاً جنسية المملكة المتحدة لبريطانيا العظمى وأيرلندا) في مركز قلب الدفاع. لعب مع بلاكبيرن روفرز ونادي بارو.